# بخش سیروان (عراق)
بخش سیروان بخشی است در شهرستان حلبچه در استان سلیمانیه عراق.
این بخش، ۹۳ روستا را در بر می‌گیرد.